# Ypres
Ypres (flamandul Ieper, németül Ypern) kisváros Nyugat-Belgiumban.

## Története

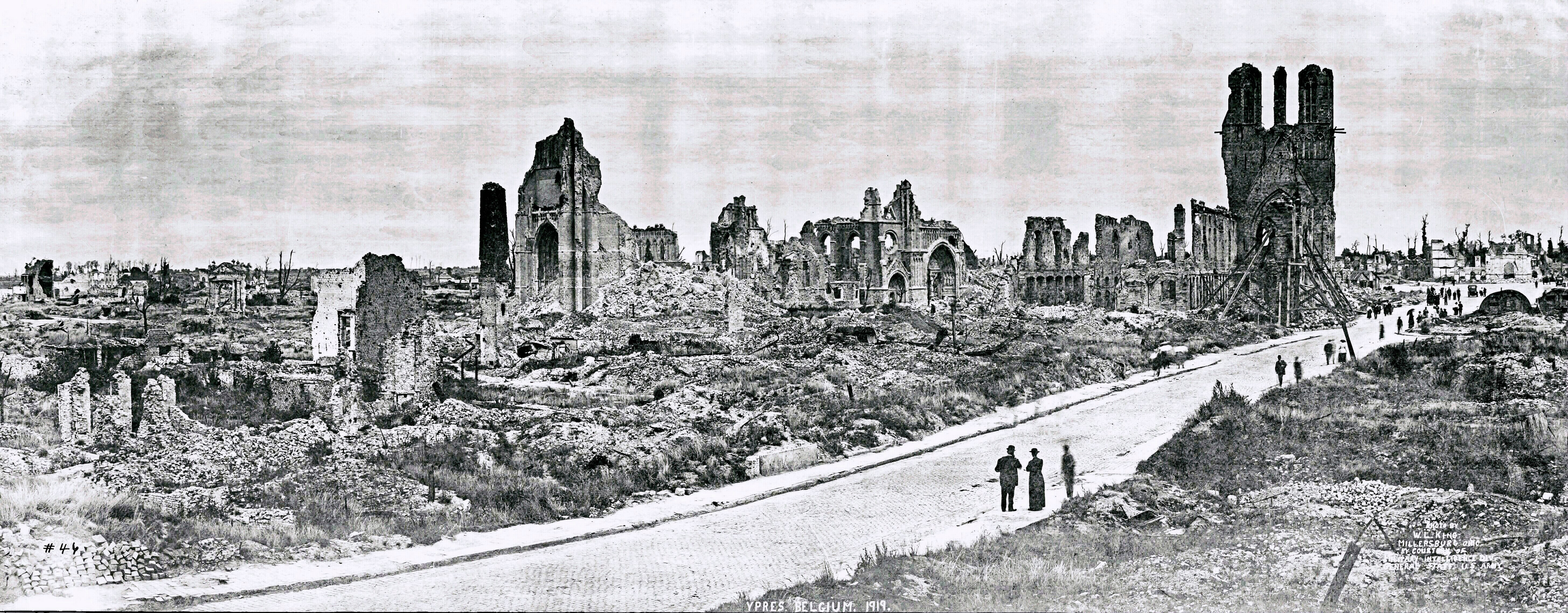
A romos Ypres 1919-ben

Ypern a 14. században részt vett az Artevelde Fülöp vezérlete alatti felkelésben a flandriai grófok ellen, de már a roosebekei csata (1382) előtt megadta magát a franciáknak, amiért 1383-ban a gentiek és az angol segélycsapatok ostrom alá vették és keményen megbüntették. Ez időtől kezdve indult hanyatlásnak a város jóléte. A 16. és 17. században is gyakran volt ostromoknak színhelye, míg végül II. József császár 1781-ben a vár bástyáit leromboltatta. Itt zajlott le az első világháború alatt az első, a második és a harmadik ypres-i csata. Ypres mellett került sor a mustárgáz (yperit) első hadi célú alkalmazására 1915-ben; a német hadsereg hatékonyan alkalmazta a brit katonák, majd később a második francia hadsereg ellen. A településen található az első világháborús Menin Gate-emlékhely.

## Népesség
1890-ben 16 505, 2010-ben 34 962 lakosa volt.

## Testvérvárosok
- Hirosima, Japán[forrás?]
- Lehrte, Németország
- Saint-Omer, Franciaország
- Siegen, Németország, 1967 óta
- Wa, Ghána